# Теорија значења
Теорија значења је логичка и уопштено филозофска дисциплина која испитује значење једног става, његову комуникабилност и аналитичност, логичке критеријуме смисла и бесмисла, као и све друге проблеме значења од чијег решавања зависи утврђивање истине. Теорија значења је уводна и једна од три основне дисциплине логике. Друге две су теорија доказа и теорија проверавања (верификације). Развој теорије значења као логичке дисциплине почиње у другој половинни 19. века, иако је се сам проблем значења у филозофији постављао још много раније, почев од првих грчких мислилаца (Хераклита, Парменида и др.). Префилозофске спекулације о значењу речи, нарочито имена грчких хероја, јављају се већ од Хесиода, Хомера, али и у Старом завету. Нарочито су се софисти занимали за значење речи, затим Демокрит који је изучавао настанак језика и његову социјално-културну и књижевно-поетску функцију. За Платона се проблем значења у првом реду тицао проблема сазнавања (дијалог Кратил). Анализом језика Аристотел је покушао да дозна шта је то биће, а истанчана разматрања језика се јављају и у филозофији стоика. Ова разматрања су уопштено схватана као изучавање „адекватности језичких израза”.
„Шта је „значење’’? и сродна питања већ дуже време су нека од централних у савременим филозофским расправама. Област филозофије која се бави оваквим питањима је „теорија значења’’. Витгенштајн, Фреге, Квајн, Остин, Крипке, Патнам, Чомски и Расел су неки филозофи (и логичари) чији је рад значајан за теорију значења.
Теорија значења има више назива у различитим дисциплинама: семасиологија (нем. Bedeutungslehre), семантика, семиологија или семиотика, филозофија језика и семантичка филозофија. 